# 부평국화리그
부평국화리그는 한국여자야구연맹의 대한민국 내의 떳다원빈 여자 야구 리그를 가리킨다.

## 참가팀
- 2011년: 나인빅스그린, 나인빅스화이트, 떳다볼, 리얼베이스볼, 마구잡이, 베이스조이, 블랙펄스, 비밀리에, 플라워즈, 해머스스톰 (10개팀)
- 2010년: 나인빅스그린, 나인빅스화이트, 떳다볼, 리얼베이스볼, 마구잡이, 베이스조이, 블랙펄스, 비밀리에, 플라워즈, 해머스스톰 (10개팀)
- 2009년: 나인빅스그린, 나인빅스화이트, 떳다볼, 리얼베이스볼, 베이스조이, 블랙펄스, 비밀리에, 해머스스톰 (8개팀)
- 2008년: 나인빅스, 떳다볼, 리얼베이스볼, 블랙펄스, 비밀리에, 해머스스톰 (4개팀)
- 2007년: 나인빅스, 비밀리에, 해머스스톰, 리얼베이스볼 (4개팀)

## 역사

### 2007년
2007년에는 나인빅스, 리얼베이스볼, 비밀리에 (이상 서울), 해머스 스톰 (인천)의 총 4개 팀이 참여하여 인천시 부평구 미군부대야구장에서 팀당 9경기씩을 치렀다.
- 우승: 나인빅스
- 준우승: 비밀리에
- 공동3위: 리얼베이스볼, 해머스 스톰

### 2008년
2008년에는 나인빅스, 떳다볼, 리얼베이스볼, 블랙펄스, 비밀리에 (이상 서울), 해머스 스톰 (인천)의 총 6개 팀이 참여하여 인천시 부평구 미군부대야구장과 부영공원 내 야구장에서 팀당 15경기씩과 플레이오프 2경기를 치렀다.
- 우승: 비밀리에
- 준우승: 떳다볼
- 3위: 해머스스톰

### 2009년
2009년에는 나인빅스 그린, 나인빅스 화이트, 떳다볼, 리얼베이스볼, 베이스조이, 블랙펄스, 비밀리에 (이상 서울), 해머스 스톰 (인천)의 총 8개 팀이 참여하여 인천시 부평구 미군부대야구장에서 팀당 14경기씩과 플레이오프 3경기를 치렀다.

### 2010년
2010년 3월 14일부터 시작되었다. 2010년 3월 21일에는 부평리그 통합개막식이 열렸고, 한국여자야구연맹의 이광환 부회장 등이 참석하였다.

## 같이 보기
- 한국여자야구대회
- 대한야구협회
- KBO